# Geminosyllis ohma
Geminosyllis ohma är en ringmaskart som först beskrevs av Imajima och Hartman 1964.  Geminosyllis ohma ingår i släktet Geminosyllis och familjen Syllidae. Inga underarter finns listade i Catalogue of Life.